# João (prefeito pretoriano da África)
João (em latim: Ioannes; em grego: Ιωάννης; romaniz.: Ioánnes) foi um oficial bizantino do século VI, ativo durante o reinado do imperador Justiniano I (r. 527–565). Pouco se sabe sobre sua vida, exceto que ocupou a prestigiosa posição de prefeito pretoriano da África. O exercício do ofício é confirmado pelo nono apêndice das Novelas de Justiniano, datado de 22 de setembro de 558. Não se sabe quem o antecedeu no posto. O último titular conhecido foi Paulo. Seu sucessor é igualmente incerto, com o próximo titular conhecido sendo João Rogatino, ativo em 563.